# Jazz: Trump's Journey
Jazz: Trump's Journey est un jeu vidéo de plates-formes développé par Egg Ball et édité par Bulkypix, sorti en 2011 sur iOS, Android, PC et Mac OS.

## Système de jeu
Jazz: Trump's Journey est un jeu de plates-formes 2D à défilement latéral. Le joueur doit arriver au bout des différents niveaux en utilisant sa trompette, qui lui permet de figer le temps. Dans les niveaux se cachent des photos et des notes de musiques. Ces éléments cachés demanderont au joueur d'explorer les niveaux pour être trouvées afin de terminer le jeu à 100%.

## Univers
Trump est un vieux jazzman qui se remémore ses aventures de jeunesse et notamment la manière dont il a tenté de conquérir le cœur de la fatale Lady Coquelicot.
Le scénario entraîne le joueur à travers La Nouvelle-Orléans des années 1920.

## Accueil
Le jeu a reçu des critiques positives de la part de la presse spécialisée. Pocket Gamer accorde au jeu son label « Médaille d'or » et la note de 9/10 et met en avant son « excellente réalisation », son « level design inspiré », sa « bonne durée de vie » et son « univers génial ». Gameblog lui donne son label « Indispensable » et la note 4/5, louant sa bande-son et sa poésie. TouchArcade, pour sa part, donne au jeu la note de 3,5/5 et le qualifie de « jeu de plates-formes solide et fun ». Jeuxvideo.com lui attribue une note globale de 15/20, appréciant particulièrement son scénario et son originalité. Edge le qualifie de « jeu courageux [...] mais, par-dessus tout, agréable » et lui donne la note de 7/10.
Le jeu reçoit par ailleurs le Prix du jeu vidéo du Ministère de la Culture 2012.